# Neil Lennon
Neil Francis Lennon (25 de juny de 1971) és un exfutbolista nord-irlandès de la dècada de 1990 i entrenador.
Fou internacional amb la selecció d'Irlanda del Nord de la qual es retirà l'any 2002 després de rebre amenaces de mort en dir que volia jugar per una Irlanda unificada.
Pel que fa a clubs, destacà defensant els colors de Manchester City FC, Crewe Alexandra i Leicester City FC. També jugà al Celtic FC on jugà més de 200 partits i arribà a ser capità de l'equip.
Posteriorment destacà com a entrenador al Celtic També ha dirigit Bolton Wanderers i Hibernian.

## Palmarès
Jugador
Leicester City
- League Cup (2): 1996-97, 1999-00

Celtic
- Scottish Premier League (5): 2000-01, 2001-02, 2003-04, 2005-06, 2006-07
- Scottish Cup (4): 2000-01, 2003-04, 2004-05, 2006-07
- Scottish League Cup (2): 2000-01, 2005-06

Entrenador
Celtic
- Scottish Premier League (2): 2011-12, 2012-13
- Scottish Premiership: 2013-14
- Scottish Cup (2): 2010-11, 2012-13

Hibernian
- Scottish Championship: 2016-17